# Cabrália Paulista (ort)
Cabrália Paulista är en ort i Brasilien.   Den ligger i kommunen Cabrália Paulista och delstaten São Paulo, i den södra delen av landet, 800 km söder om huvudstaden Brasília. Cabrália Paulista ligger 548 meter över havet och antalet invånare är 4 365.
Terrängen runt Cabrália Paulista är platt. Närmaste större samhälle är Duartina, 8,2 km nordväst om Cabrália Paulista.
I omgivningarna runt Cabrália Paulista växer i huvudsak städsegrön lövskog. Runt Cabrália Paulista är det mycket glesbefolkat, med 7 invånare per kvadratkilometer.